# Erupció del Vesuvi del 79
De les moltes erupcions del Vesuvi, un estratovolcà important del sud d'Itàlia, la més coneguda és la seva erupció l'any 79, que va ser una de les més mortals i conegudes de la història europea.
A la tardor de l'any 79, el Vesuvi va llançar violentament un núvol mortal de tefra i gasos sobreescalfats a una alçada de 33 km, expulsant roca fosa, pedra tosca polveritzada i cendra calenta a 1,5 milions de tones per segon, i finalment alliberant 100.000 vegades l'energia tèrmica dels bombardejos atòmics d'Hiroshima i Nagasaki. L'esdeveniment dona nom a l'erupció volcànica pliniana, caracteritzada per columnes de gasos calents i cendres que arriben a l'estratosfera, tot i que l'esdeveniment també va incloure fluxos piroclàstics associats a erupcions peleanes.
L'esdeveniment va destruir diverses poblacions i assentaments menors de la zona, aleshores part de l'Imperi Romà. Pompeia i Herculà, obliterats i enterrats sota massives onades piroclàstiques i dipòsits de cendra, són els exemples més famosos. Després que les excavacions arqueològiques van revelar molt sobre la vida dels habitants, la zona es va convertir en una gran atracció turística i ara és Patrimoni de la Humanitat per la UNESCO i part del Parc Nacional del Vesuvi.
La població total d'ambdues ciutats era de més de 20.000 habitants. S'han trobat fins ara les restes de més de 1.500 persones a Pompeia i Herculà, encara que es desconeix el nombre total de morts per l'erupció.

## Terratrèmols precedents
Un gran terratrèmol va causar una destrucció generalitzada al voltant de la badia de Nàpols, especialment a Pompeia, el 5 de febrer de l'any 62. Alguns dels danys encara no s'havien reparat quan el volcà va entrar en erupció l'any 79.
Un altre terratrèmol més petit va tenir lloc l'any 64; va ser enregistrat per Suetoni a la seva biografia de Neró, i per Tàcit a Annals perquè va tenir lloc mentre Neró era a Nàpols actuant per primera vegada en un teatre públic. Suetoni va registrar que l'emperador va continuar cantant durant el terratrèmol fins que va acabar la seva cançó, mentre que Tàcit va escriure que el teatre es va ensorrar poc després de ser evacuat.

L'últim dia de Pompeia. Pintura de Karl Briul·lov, 1830–1833

Els quatre dies anteriors a l'erupció de l'any 79 es van informar de terratrèmols menors, però els avisos no són reconeguts. Els habitants de la zona que envoltava el Vesuvi estaven acostumats a tremolors menors a la regió; Plini el Jove va escriure que «no eren especialment alarmants perquè són freqüents a la Campània».

## Natura de l'erupció
Les reconstruccions de l'erupció i els seus efectes varien considerablement en els detalls, però tenen les mateixes característiques generals. L'erupció va durar dos dies. Plini el Jove, autor de l'únic testimoni escrit que es conserva, va descriure el matí abans de l'erupció com a normal. Tanmateix, s'allotjava a Misenum, a 29 km del volcà a través de la badia de Nàpols, i potser no s'hagués adonat dels primers signes de l'erupció. Durant els dos dies següents, no va tenir cap oportunitat de parlar amb persones de Pompeia o Herculà que havien presenciat l'erupció (mai no va mencionar Pompeia a la seva carta).
Cap a les 13:00h, el mont Vesuvi va entrar en erupció violenta, vomitant una columna a gran altitud de la qual van començar a caure cendres i pedra tosca, que van cobrir la zona. Durant aquest temps es van produir rescats i fugides.
En algun moment de la nit o a primera hora de l'endemà, van començar els fluxos piroclàstics a les proximitats del volcà. Les llums vistes a la muntanya es van interpretar com a focs. La gent tan llunyana com Misenum va fugir per salvar les seves vides. Els fluxos eren ràpids, densos i molt calents, destrossant totalment o parcialment totes les estructures al seu pas, incinerant o sufocant la població restant i alterant el paisatge, inclosa la línia de costa. Aquests van ser acompanyats per tremolors lleugers addicionals i un tsunami lleu a la badia de Nàpols. Al vespre del segon dia, l'erupció s'havia acabat, deixant només boira a l'atmosfera, tapant la llum solar.
Plini el Jove va escriure:
| « | Amples flames brillaven en diversos llocs des del Vesuvi, que la foscor de la nit contribuïa a fer encara més brillant i clar... Ara era de dia a tot arreu, però allí predominava una foscor més profunda que a la nit més espessa. | » |

### Estudis estratigràfics
Sigurðsson, Cashdollar i Sparks van dur a terme un estudi estratigràfic detallat de les capes de cendra basat en excavacions i prospeccions, publicat el 1982. Van concloure que l'erupció es va desenvolupar en dues fases, la pliniana i la peleana, que es van alternar sis vegades.
Una primera fase pliniana va projectar una columna de restes volcàniques i gasos calents entre 15 km i 30 km a l'estratosfera. Aquesta fase va durar de 18 a 20 hores i va estendre pedra tosca i cendres, formant una capa de 2,8 m cap al sud, cap a Pompeia.
La següent fase peleana va produir onades piroclàstiques de roca fosa i gasos calents que van arribar fins a Misenum, a l'oest. Concentrades al sud i al sud-est, dues onades piroclàstiques van engolir Pompeia amb una capa d'1,8 metres de profunditat, cremant i asfixiant els éssers vius que s'havien quedat enrere. Herculaneum i Oplontis van rebre el pes de les onades i van ser enterrades en dipòsits piroclàstics de pedra tosca polveritzada i fragments de lava de fins a 20 m de profunditat. Es creu que les onades 4 i 5 van destruir i enterrar Pompeia. Les sobretensions s'identifiquen als dipòsits per formacions de dunes i llits creuats, que no són produïdes per precipitacions.

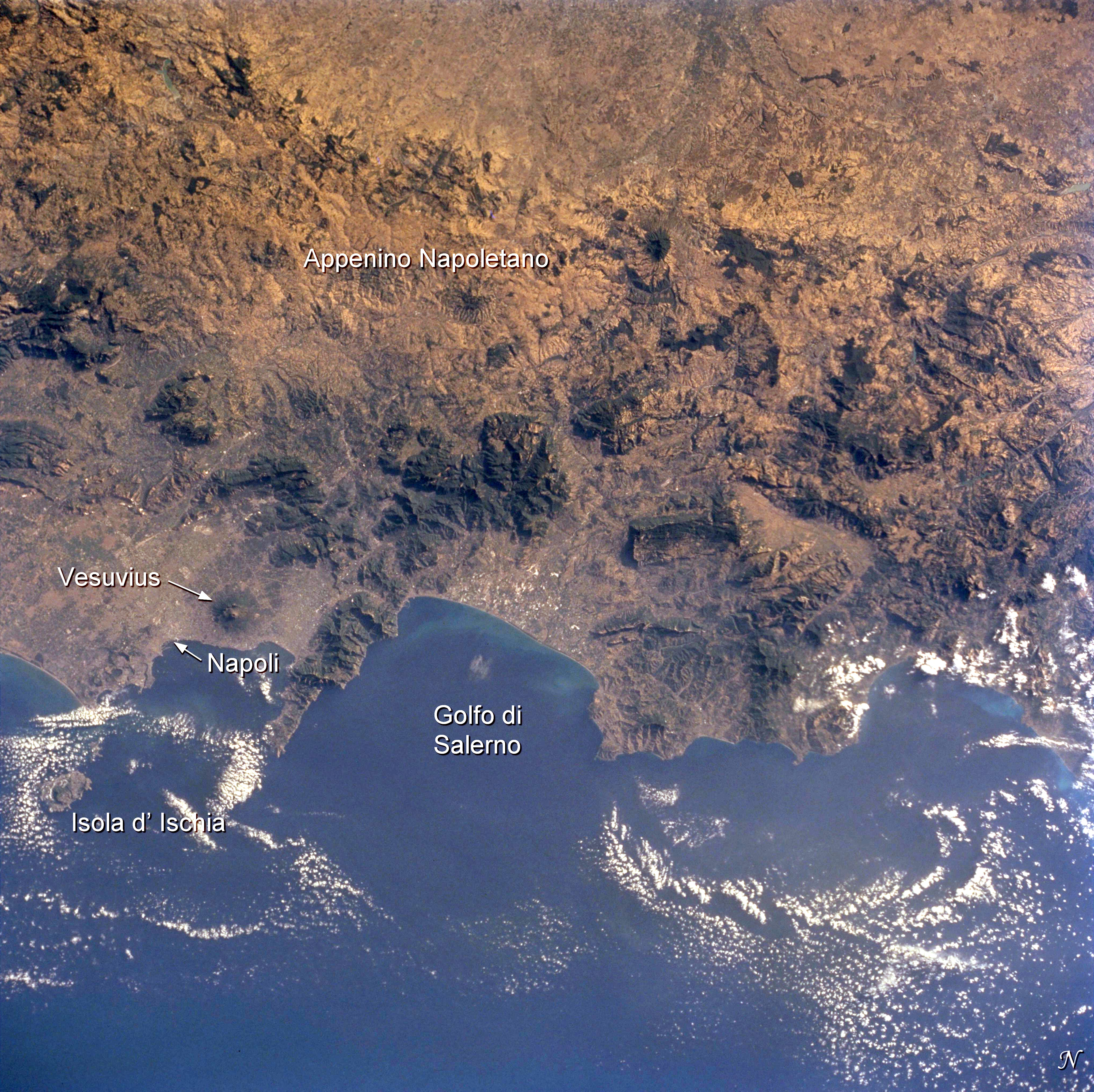
Fotografia de la badia de Nàpols i el volcà Vesuvi. Durant més de 240 milions d'anys, la regió ha estat escenari d'una activitat volcànica episòdica
Pompeia i Herculà, així com altres ciutats afectades per l'erupció del Vesuvi. El núvol negre representa la distribució general de cendres i pedra tosca. Es mostren les línies costaneres modernes; Plini el Jove estava a Misenum

L'erupció es considera principalment freatomagmàtica, és a dir, una explosió impulsada per l'energia que s'escapa del vapor produït per l'aigua de mar que es filtra a les falles profundes i que interactua amb el magma calent.
Els estudis de l'erupció del 79 es van comparar amb l'erupció de l'Edat del bronze per la qual cosa se suposa que tard o d'hora hi pot haver un altre desastre d'aquesta magnitud. Des de l'última erupció del 1944, el Vesuvi roman relativament tranquil; de tota manera, la comunitat científica preveu que, com més temps estigui adormit, pitjor serà l'erupció, especialment tenint en compte que la regió entorn del volcà està densament habitada.

#### Línia temporal de les explosions
En un article publicat l'any 2002, Sigurðsson i Casey van concloure que una explosió primerenca va produir una columna de cendra i pedra tosca que va ploure sobre Pompeia al sud-est però no sobre Herculà, que estava a contravent. Posteriorment, el núvol es va col·lapsar a mesura que els gasos es van densificar i van perdre la seva capacitat de suportar el seu contingut sòlid.
Els autors suggereixen que les primeres caigudes de cendra s'han d'interpretar com a explosions de baix volum de matinada que no s'han vist des de Misenum, la qual cosa va fer que Rectina enviés el seu missatger a fer un passeig de diverses hores per la badia de Nàpols, després transitable, donant una resposta a la paradoxa de com el missatger podria aparèixer miraculosament a la vil·la de Plini tan poc després d'una llunyana erupció que l'hauria impedit.

### Estudis magnètics
Un estudi de 2006 de Zanella, Gurioli, Pareschi i Lanza va utilitzar les característiques magnètiques de més de 200 mostres de fragments lítics, de teules i de guix recollits de dipòsits piroclàstics a Pompeia i als voltants per estimar les temperatures d'equilibri dels dipòsits. Els dipòsits es van col·locar mitjançant corrents de densitat piroclàstica (pyroclastic density current, PDC) resultants dels col·lapses de la columna pliniana. Els autors argumenten que els fragments de més de 2-5 cm no estaven en el corrent el temps suficient per adquirir la seva temperatura, que hauria estat molt més alta. Per tant, distingeixen entre les temperatures de deposició, que estimaven, i les temperatures d'emplaçament, que en alguns casos, basant-se en les característiques de refredament d'alguns tipus i mides de fragments de roques, creien que també podien estimar. Les figures finals es consideren les de les roques del corrent just abans de la deposició.
Tota la roca cristal·lina conté ferro o alguns compostos de ferro, la qual cosa la fa ferromagnètica, igual que les teules romanes i el guix. Aquests materials poden adquirir un camp residual de diverses fonts. Quan les molècules individuals, que són dipols magnètics, es mantenen alineades en unir-se en una estructura cristal·lina, els camps petits es reforcen mútuament per formar el camp residual de la roca. L'escalfament del material afegeix energia interna. A la temperatura de Curie, la vibració de les molècules és suficient per interrompre l'alineació; el material perd el seu magnetisme residual i assumeix qualsevol camp magnètic que se li pugui aplicar només durant la durada de l'aplicació. Els autors anomenen aquest fenomen «desbloqueig». Es considera que el magnetisme residual «bloqueja» camps no residuals.
Una roca és una barreja de minerals, cadascun amb la seva pròpia temperatura de Curie; els autors, per tant, van buscar un espectre de temperatures en lloc d'una sola temperatura. A la mostra ideal, el PDC no va augmentar la temperatura del fragment més enllà de la temperatura de bloqueig més alta. Alguns materials constitutius van conservar el magnetisme que el camp terrestre va imposar quan es va formar l'element. La temperatura es va elevar per sobre de la temperatura de bloqueig més baixa; per tant, alguns minerals en refredar-se van adquirir el magnetisme de la Terra tal com era l'any 79. El camp ampli de la mostra va ser la suma vectorial dels camps del material d'alt bloqueig i el material de baix bloqueig. Aquest tipus de mostra va permetre estimar la baixa temperatura de desbloqueig. Utilitzant equips especials que mesuraven la direcció i la força del camp a diferents temperatures, els experimentadors van augmentar la temperatura de la mostra en increments de 40 °C des de 100 °C fins que va assolir la baixa temperatura de desbloqueig. Privat d'un dels seus components, el camp general va canviar de direcció. Un diagrama de direcció a cada increment va identificar l'increment en què s'havia format el magnetisme resultant de la mostra. Es va considerar la temperatura d'equilibri del dipòsit. Tenint en compte les dades de tots els dipòsits d'augment es va arribar a una estimació de dipòsits d'augment. Els autors van descobrir que la ciutat de Pompeia era un lloc relativament fresc dins d'un camp molt més calent, cosa que van atribuir a la interacció de l'onada amb «l'estructura» de la ciutat.

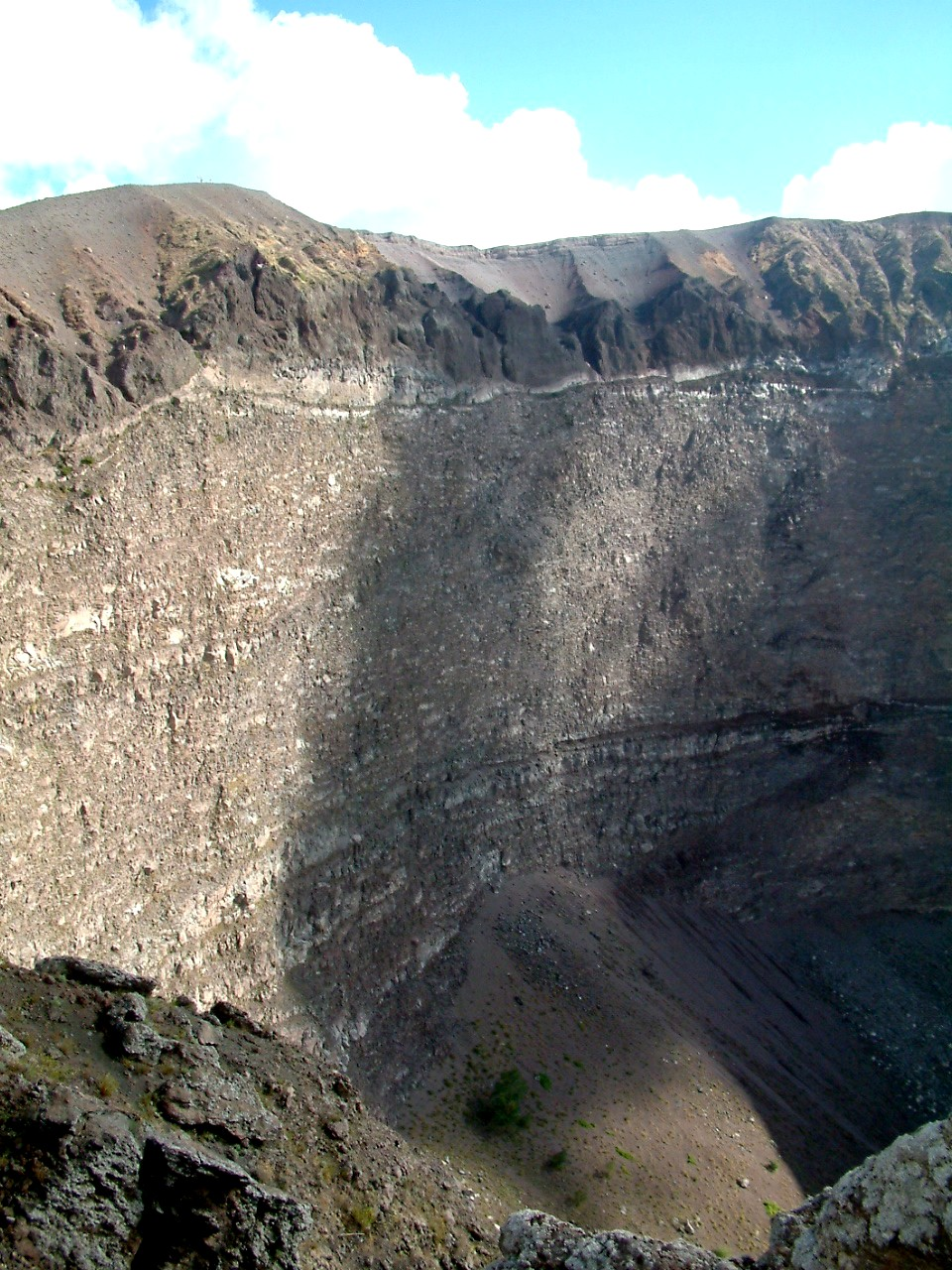
Interior del cràter del Vesuvi
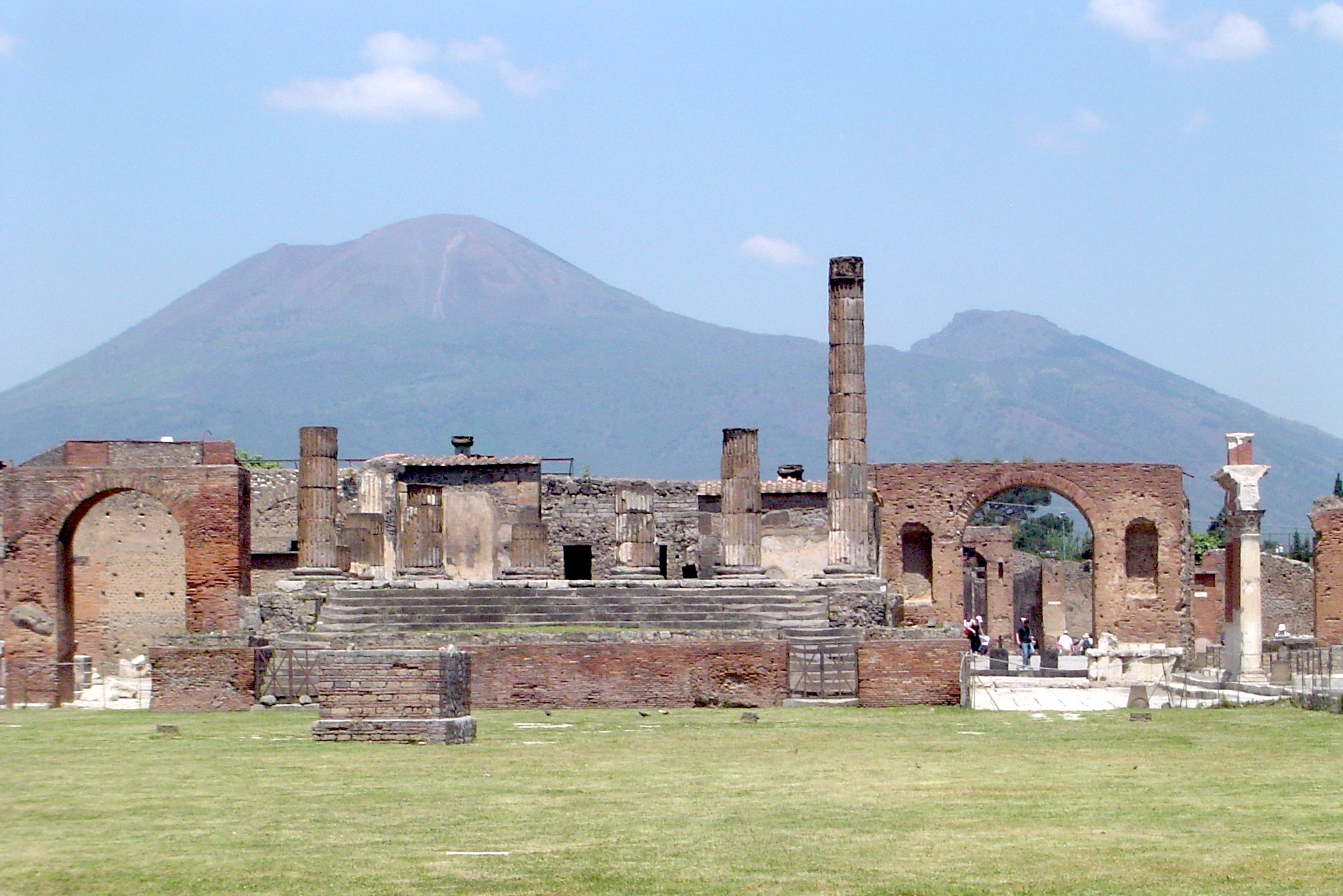
Pompeia, amb el Vesuvi al fons

Els investigadors reconstrueixen la seqüència d'esdeveniments volcànics de la següent manera:
- El primer dia de l'erupció, una caiguda de pedra tosca blanca que contenia fragments clàstics de fins a 3 centímetres va caure durant diverses hores.[24] Es van escalfar les teules del sostre a 120-140 °C.[25] Aquest període hauria estat l'última oportunitat per escapar. Posteriorment, una segona columna va dipositar una pedra tosca grisa amb clasts de fins a 10 cm, temperatura sense mostrejar, però presumpta que era més alta, durant 18 hores. Aquestes dues caigudes van ser la fase pliniana. L'enfonsament de les vores d'aquests núvols va generar els primers PDC diluïts, que devien ser devastadors per a Herculà, però no van entrar a Pompeia.
- A primera hora del segon matí, el núvol gris va començar a col·lapsar-se en major grau. Dues grans onades van colpejar i destruir Pompeia. Herculà i tota la seva població ja no existien. L'interval de temperatura de l'emplaçament de la primera onada va ser de 180-220 °C, temperatures mínimes; de la segona, 220-260 °C. La temperatura de deposició de la primera onada era de 140-300 °C. La temperatura del flux era de 300 a 360 °C.[26]

La temperatura variable de la primera onada es va deure a la interacció amb els edificis. Qualsevol població que romangués en refugis estructurals no podria haver escapat, ja que els gasos de temperatures incineradores envoltaven la ciutat. Les temperatures més baixes van ser a les habitacions sota sostres ensorrades. Aquestes eren tan baixes com 100 °C, el punt d'ebullició de l'aigua.
Els autors suggereixen que els elements del fons del flux es van desacoblar del flux principal per irregularitats topogràfiques i es van refredar mitjançant la introducció d'aire ambient turbulent. En la segona onada, les irregularitats van desaparèixer i la ciutat estava tan calenta com l'entorn. Durant l'última onada, que va ser molt diluïda, un metre addicional de dipòsits va caure sobre la regió.

## Els dos Plinis
L'únic testimoni ocular supervivent de l'esdeveniment consisteix en dues cartes de Plini el Jove, que tenia 17 anys d'edat en el moment de l'erupció, a l'historiador Tàcit i escrites uns 25 anys després de l'esdeveniment. En observar la primera activitat volcànica des de Misenum a través de la badia de Nàpols des del volcà, a uns 29 km de distància, Plini el Vell (oncle de Plini el Jove) va enviar una flota de rescat i va anar ell mateix al rescat d'un amic personal. El seu nebot es va negar a unir-se al viatge. Una de les lletres del nebot relata el que va poder descobrir a partir dels testimonis de les experiències del seu oncle. En una segona lletra, el jove Plini detalla les seves pròpies observacions després de la partida del seu oncle.

### Plini el Jove
Plini el Jove va veure un núvol extraordinàriament dens que s'elevava ràpidament per sobre de la muntanya:
| « | L'aspecte del qual no us puc fer una descripció més exacta que comparant-lo amb el d'un pi pinyer, ja que es va disparar a una gran alçada en forma de tronc molt alt, que s'estenia a la part superior en una mena de branques. […] semblava de vegades brillant i de vegades fosc i tacat, segons estava més o menys impregnat de terra i cendres. | » |

Aquests fets i la petició del missatger d'una evacuació per mar van fer que Plini el Vell ordenés operacions de rescat en què va marxar per participar. El seu nebot va intentar reprendre una vida normal, continuant estudiant i banyant-se, però aquella nit un tremolor el va despertar a ell i a la seva mare, i els va portar a abandonar la casa pel pati. En un altre tremolor de matinada, la resta de la població va abandonar el poble. Després d'un tercer tremolor, «la mar semblava tornar sobre si mateixa i ser expulsada de les seves ribes», cosa que és una prova d'un tsunami. No obstant això, no hi ha proves de danys importants per l'acció de les ones.

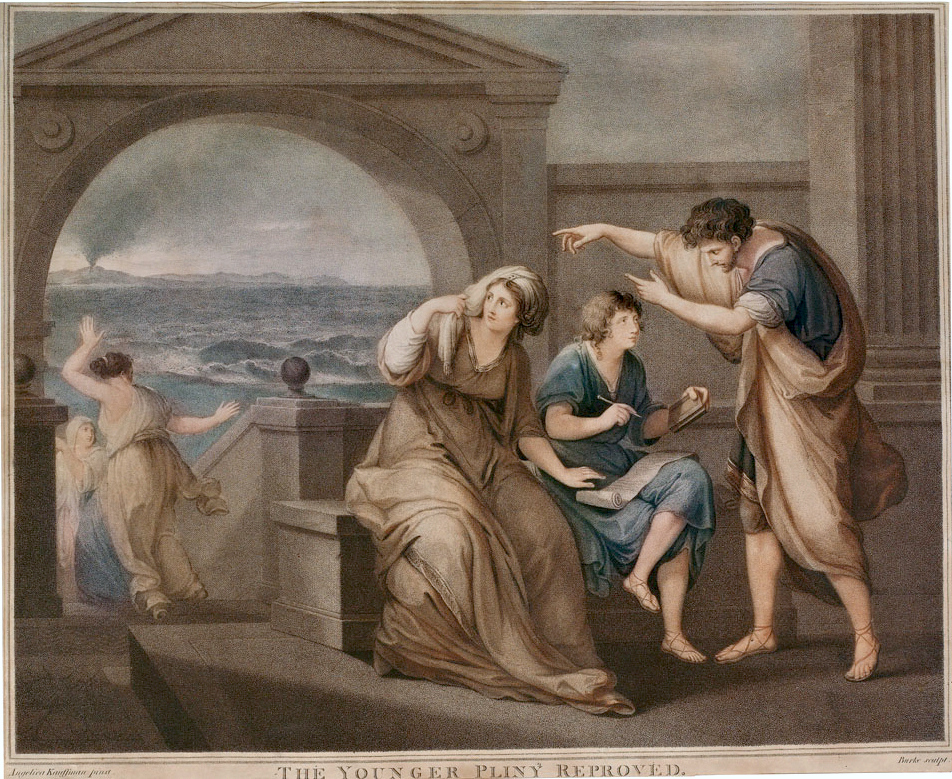
Plini el Jove i la seva mare a Misenum, on s'observa al nebot de Plini el Vell registrant els esdeveniments que van envoltar l'erupció del Vesuvi (gravat pintat per Thomas Burke segons la pintura de 1785 d'Angelika Kauffmann)
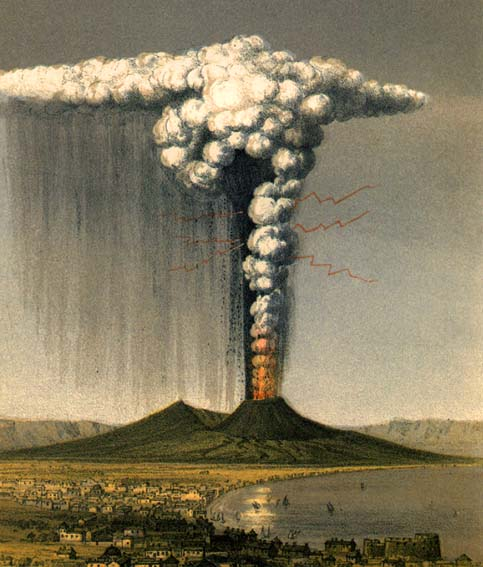
Impressió d'artista de 1822 que representa com podria haver estat l'erupció de l'any 79, pel geòleg anglès George Julius Poulett Scrope
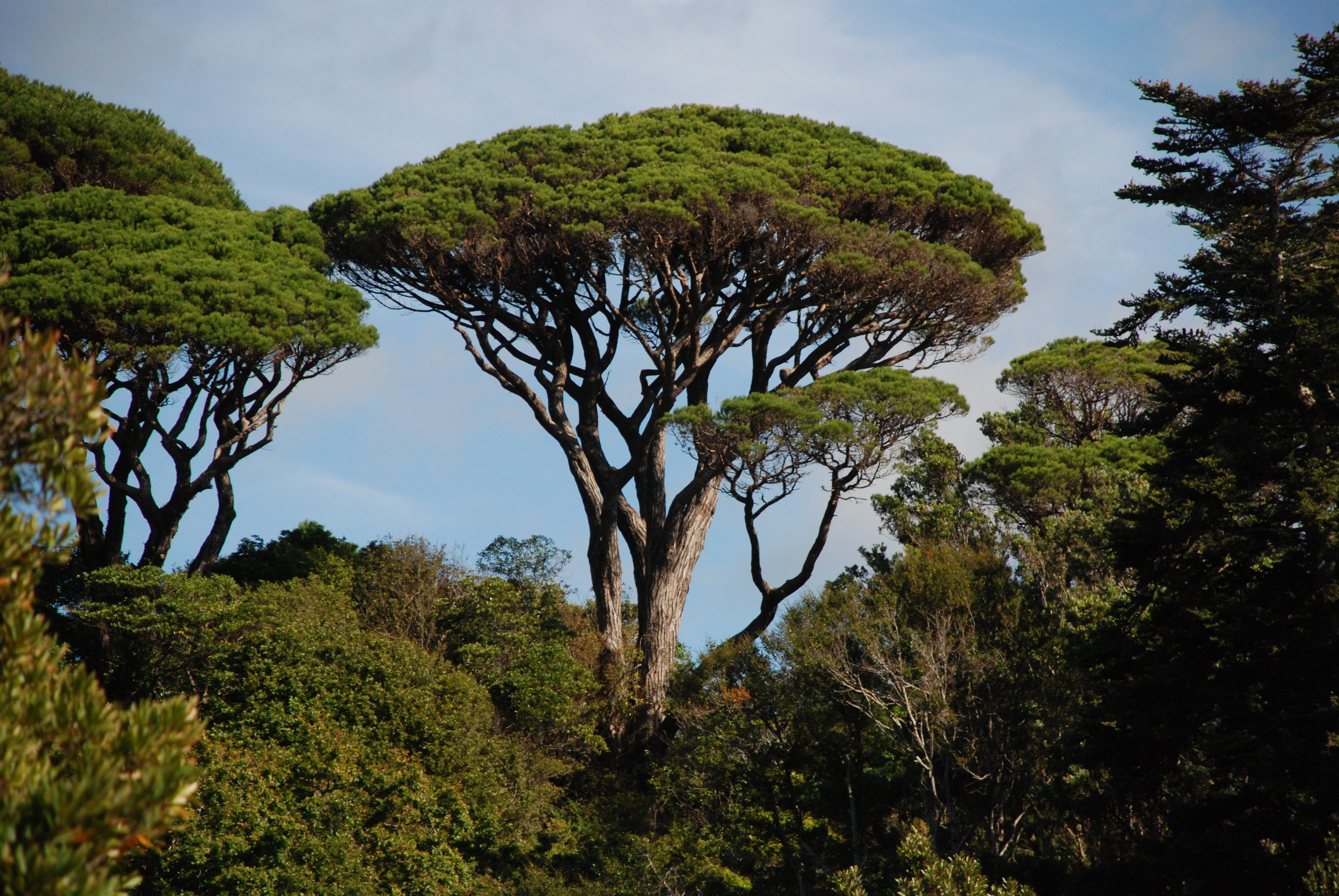
Un pi pinyer (Pinus pinea), el tipus d'arbre utilitzat per Plini el Jove per descriure l'erupció

Un núvol negre va enfosquir la primera llum del matí a través de la qual brillaven llampecs, que Plini compara amb un llençol de llamps, però més extens. El núvol va enfosquir Misenum a prop i l'illa de Capraia (Capri) a través de la badia. Tement per les seves vides, la població va començar a avisar-se i a partir de la costa per la carretera. La mare de Plini li va demanar que l'abandonés i que salvés la seva pròpia vida, ja que era massa grassa i envellida per anar més enllà, però agafant-li la mà, la va allunyar com va poder. Va caure una pluja de cendra. Plini necessitava sacsar les cendres periòdicament per a evitar ser enterrat. Més tard aquell mateix dia, la cendra va deixar de caure i el sol va lluir feblement a través del núvol, animant Plini i la seva mare a tornar a casa i esperar notícies de Plini el Vell. La lletra compara la cendra amb una manta de neu. Els danys del terratrèmol i del tsunami en aquest lloc no van ser prou greus per a impedir l'ús continuat de la casa.

### Plini el Vell
L'oncle de Plini el Jove, Plini el Vell, estava al comandament de la flota romana a Misenum i, mentrestant, havia decidit investigar el fenomen de prop en un vaixell lleuger. Quan el vaixell es preparava per sortir de la zona, va venir un missatger de la seva amiga Rectina (esposa de Bassus) que vivia a la costa prop del peu del volcà, explicant-li que el seu grup només podia fugir per mar i demanant rescat. Plini va ordenar l'enviament immediat dels vaixells de la flota per a l'evacuació des de la costa. Va continuar en el seu vaixell lleuger per a rescatar Rectina.
Va partir a través de la badia, però es va trobar amb pluges espesses de cendra calenta, grumolls de pedra tosca i trossos de roca a poca profunditat. El timoner va aconsellar que tornés enrere, però ell li va dir: «Audentes fortuna iuvat» (La fortuna afavoreix els valents), i li va ordenar que continués cap a Stabiae (a uns 4,5 km de Pompeia), on es trobava Pomponianus. Pomponianus ja havia carregat un vaixell amb possessions i es disposava a salpar, però el mateix vent que bufava cap a terra que va portar el vaixell de Plini al lloc havia impedit que ningú pogués salpar.
Plini i el seu grup van veure flames que venien de diversos punts de la muntanya, que Plini i els seus amics van atribuir a pobles cremats. Després de passar la nit, el grup va sortir de l'edifici on eren per la seva violenta sacsejada. Van despertar Plini, que havia estat dormint i roncant fort. Van triar anar als camps amb coixins lligats al cap per protegir-los de la caiguda de pedres. Es van tornar a acostar a la platja, però el vent no havia canviat. Plini es va asseure sobre una vela estesa per a ell i no va poder aixecar-se, ni tan sols amb ajuda. Aleshores, els seus amics van partir, escapant finalment per terra. Molt probablement, s'havia ensorrat i havia mort. L'explicació més popular de per què els seus amics el van abandonar, tot i que Suetoni ofereix una història alternativa que explica que va ordenar a un esclau que el matés per evitar la dolor de la incineració. Com s'hauria escapat l'esclau continua sent un misteri. A les lletres del seu nebot no hi ha cap menció d'aquest esdeveniment.
En la primera lletra a Tàcit, el seu nebot va suggerir que la seva mort es va deure a la reacció dels seus dèbils pulmons davant un núvol de gas sulfurós i verinós que s'enfilava sobre el grup. No obstant això, Stabiae es trobava a 16 km del núvol (aproximadament on es hi ha la ciutat moderna de Castellammare di Stabia), i els seus companys aparentment no es van veure afectats pel fum, de manera que és més probable que el corpulent Plini va morir a causa d'alguna altra causa, com un ictus o un atac de cor. Un atac d'asma tampoc està fora de dubte. El seu cos va ser trobat sense ferides aparents l'endemà un cop la pluja de cendra s'havia dispersat.

## Morts causades per l'erupció
A part de Plini el Vell, les úniques víctimes notables de l'erupció que es coneixien pel seu nom van ser la princesa herodiana edomita Drusil·la i el seu fill Agripa, que va néixer en el seu matrimoni amb el procurador Antoni Fèlix. També es diu que el poeta Caesius Bassus va morir en l'erupció.
L'any 2003, aproximadament es van trobar 1.044 cossos (gran part d'ells reconstruits a partir d'impressions de cossos als dipòsits de cendra s'havien recuperat a Pompeia i als voltants), i els ossos dispersos d'altres 100. A Herculà s'han trobat restes d'uns 332 cossos (300 en voltes d'arc descobertes el 1980). Es desconeix el nombre total de víctimes mortals.

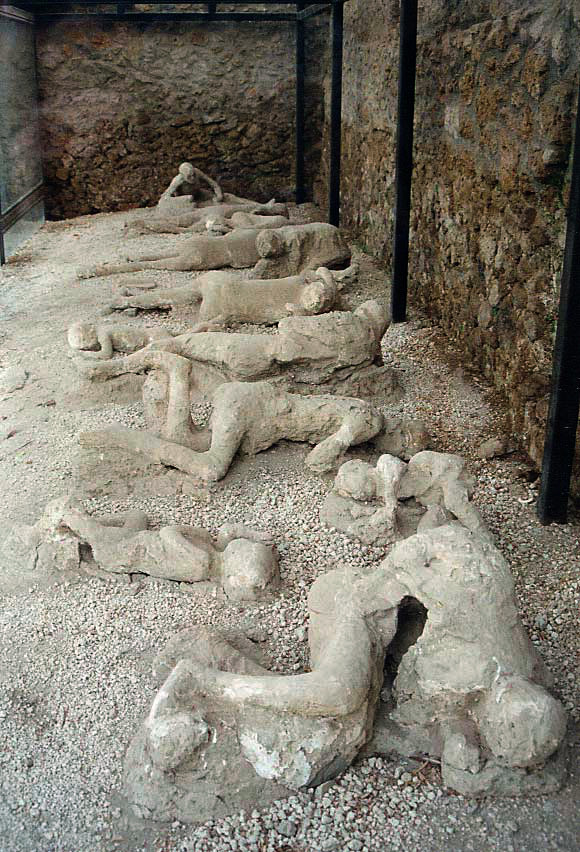
Els motlles d'algunes víctimes a l'anomenat «Jardí dels fugitius», Pompeia
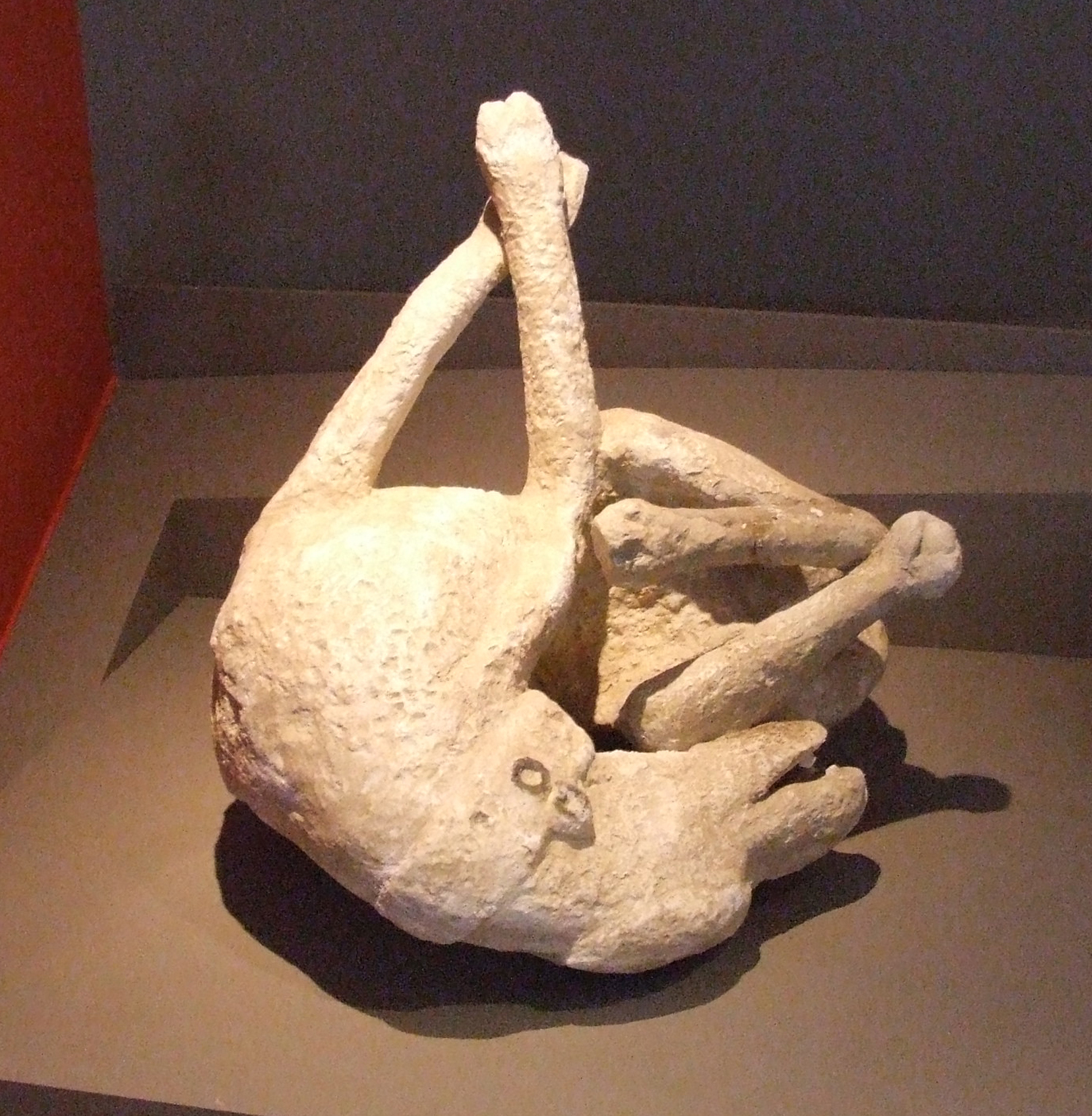
Motlle d'un gos mort durant l'erupció del volcà, encara portant el collaret amb què estava lligat a una cadena
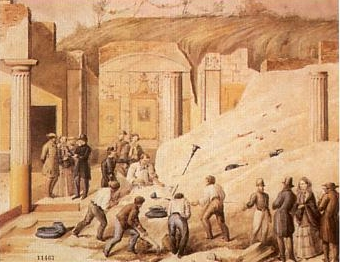
Excavacions a Pompeia. Segona meitat del segle xix

El 38% dels 1.044 dels cossos es van trobar als dipòsits de caiguda de cendres, la majoria dins d'edificis. Això difereix de l'experiència moderna dels darrers 400 anys, quan les caigudes de cendra només han matat al voltant del 4% de les víctimes durant les erupcions explosives. Aquesta gent possiblement es refugiava en edificis quan van ser superats. El 62% restant dels cossos trobats a Pompeia es trobaven als dipòsits d'onades piroclàstiques, que probablement els van matar. Inicialment es va creure que a causa de l'estat dels cossos trobats a Pompeia i el contorn de la roba dels cossos, era poc probable que les altes temperatures fossin una causa important. Estudis posteriors van indicar que durant la quarta onada piroclàstica (la primera onada que va arribar a Pompeia), la temperatura va arribar als 300 °C, que va ser suficient per matar persones en una fracció de segon. Les postures contorsionades dels cossos com congelats en acció suspesa no eren els efectes d'una llarga agonia, sinó de l'espasme cadavèric, conseqüència del xoc tèrmic sobre els cadàvers. La calor era tan intensa que els òrgans i la sang es van vaporitzar, i almenys el cervell d'una víctima va quedar vitrificat per la temperatura.
Herculà, que estava molt més a prop del cràter, es va salvar de les caigudes de tefra per la direcció del vent, però va ser enterrada sota 23 metres de material dipositat per onades piroclàstiques. És probable que la majoria, o totes, de les víctimes conegudes d'aquesta localitat, van morir per les onades, sobretot tenint en compte les altes temperatures trobades als esquelets de les víctimes trobats a les voltes a la vora del mar i l'existència de fusta carbonitzada en molts dels edificis. Aquestes persones estaven concentrades a les voltes a una densitat de fins a tres per metre quadrat i totes van ser atrapades per la primera onada, morint de xoc tèrmic i parcialment carbonitzades per onades posteriors i més calentes. El més probable és que les voltes eren estructures per a vaixells, ja que les travesses a la capçalera probablement eren per a la suspensió de les barques utilitzades per a la fugida anterior d'una part de la població. Com que només s'han excavat 85 metres de la costa, és possible que hi hagi més víctimes esperant per ser desenterrades.

## Data de l'erupció
El Vesuvi i la seva erupció destructiva s'esmenten a les fonts romanes del segle i, però no el dia de l'erupció. Per exemple, Josephus en les seves Antiguitats dels jueus esmenta que l'erupció es va produir «en temps de Tit Cèsar». Suetoni, un historiador del segle ii, a la seva Vida de Tit diu simplement que «hi va haver alguns desastres terribles durant el seu regnat, com l'erupció del Vesuvi a la Campània».
Escrivint més d'un segle després de l'esdeveniment real, l'historiador romà Cassi Dió (tal com es tradueix a l'edició de 1925 de la Biblioteca Clàssica Loeb) va escriure que «A la Campània van tenir lloc fets remarcables i espantosos, perquè un gran incendi es va esclatar de sobte al mateix final de l'estiu».

Tectònica de la Mediterrània. El cinturó de volcans i muntanyes plegades/falles de gairebé 1200 km de llarg és el resultat de la col·lisió en curs d'Àfrica i Euràsia, acompanyada del tancament progressiu de la mar Mediterrània
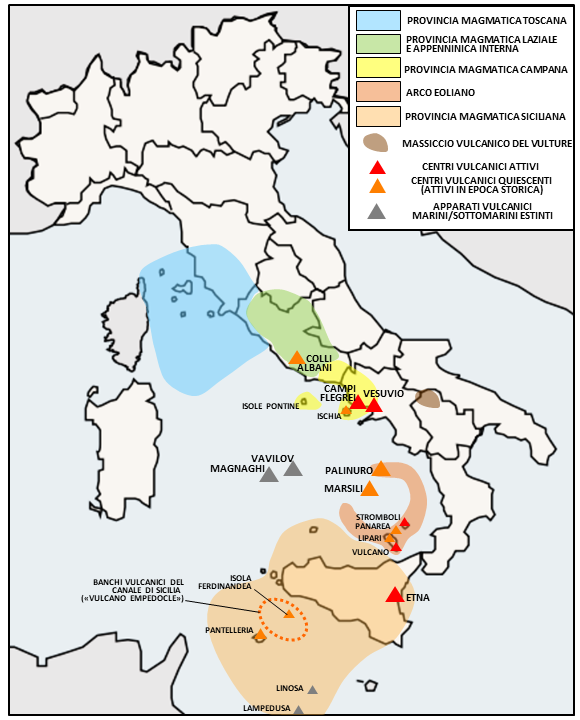
Arc volcànic campanià (en groc). Aquest arc volcànic es troba a la província magmàtica Campaniana
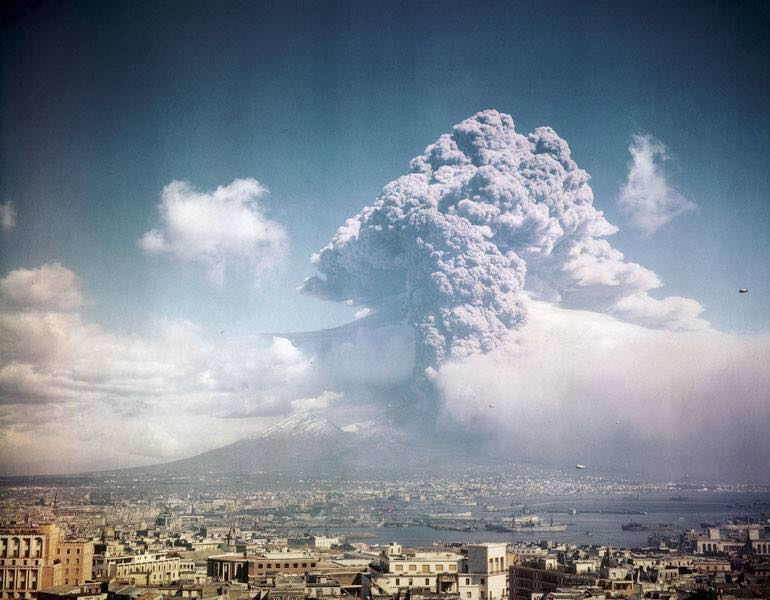
Erupció del Vesuvi del 1944

Durant més de cinc segles, fins aproximadament l'any 2018, els articles sobre l'erupció del Vesuvi acostumaven a afirmar que l'erupció va començar el 24 d'agost del 79. Aquesta data prové d'una còpia impresa de 1508 d'una carta dirigida per Plini el Jove a l'historiador romà Tàcit, escrita originalment uns 25 anys després de l'esdeveniment. Plini va ser un testimoni de l'erupció i va proporcionar l'únic testimoni ocular conegut. Durant catorze segles de còpies a mà manuscrites fins a la impressió de les seves cartes el 1508, la data indicada a la carta original de Plini pot haver-se corromput. Els experts en manuscrits creuen que la data donada originalment per Plini va ser el 24 d'agost, 30 d'octubre, 1 de novembre o 23 de novembre. Aquest estrany conjunt de dates disperses es deu a la convenció dels romans per descriure les dates del calendari. La gran majoria de còpies manuscrites medievals existents (no hi ha còpies romanes supervivents) indiquen una data corresponent al 24 d'agost. Des del descobriment de les ciutats, això va ser acceptat per la majoria dels estudiosos i per gairebé tots els llibres escrits sobre Pompeia i Herculà per al públic en general.
Des de, almenys, finals del segle xviii, una minoria entre arqueòlegs i altres científics han suggerit que l'erupció va començar després del 24 d'agost, durant la tardor, potser a l'octubre o novembre. El 1797 l'investigador Carlo Rosini va informar que les excavacions a Pompeia i Herculà havien descobert restes de fruits i brasers indicatius de la tardor, no de l'estiu.
Més recentment, els anys 1990 i 2001, els arqueòlegs van descobrir més restes de fruits de tardor (com la magrana), restes de víctimes de l'erupció amb roba pesada i grans recipients de terrissa plenes de vi (en el moment del seu enterrament pel Vesuvi). El descobriment relacionat amb el vi suggereix que l'erupció podria haver passat després de la verema.
L'any 2007, un estudi dels vents dominants a la Campània va demostrar que el patró de runes del sud-est de l'erupció del segle i és força coherent amb un esdeveniment de tardor i inconsistent amb una data d'agost. Durant els mesos de juny, juliol i agost, els vents dominants flueixen cap a l'oest, un arc entre el sud-oest i el nord-oest, pràcticament tot el temps.
Quan l'emperador Tit de la dinastia Flàvia (regnant del 24 de juny del 79 al 13 de setembre del 81) va obtenir victòries al camp de batalla (inclosa la seva captura del temple de Jerusalem) i altres honors, la seva administració va emetre monedes que enumeraven els seus reconeixements cada cop més grans. Donat l'espai limitat a cada moneda, els seus èxits es van estampar a les monedes mitjançant una codificació arcana. Dues d'aquestes monedes, de principis del regnat de Tit, es van trobar en un tresor recuperat a la Casa de la Polsera d'Or de Pompeia. Tot i que les dates d'encunyació de les monedes estan una mica en disputa, un expert en numismàtica del Museu Britànic, Richard Abdy, va concloure que l'última moneda del tresor es va encunyar el 24 de juny o després (la primera data del regnat de Tit) i abans del 1r de setembre del 79. Abdy afirma que és «notable que ambdues monedes hagin trigat només dos mesos després d'encunyar-se a entrar en circulació i arribar a Pompeia abans del desastre».
A l'octubre de 2018, els arqueòlegs italians van descobrir una inscripció en carbó vegetal que deia «el dia 16 abans de les calendes de novembre», datada el 17 d'octubre (del 79, ja que era poc probable que tingués un any) que estableix la data més antiga possible per al erupció. Un estudi col·laboratiu l'any 2022 ha determinat una data del 24 al 25 d'octubre.